# Xông hơi
Xông hơi là một phương pháp đơn giản của dân gian có từ lâu đời. Dựa trên hình thức tự điều tiết thân nhiệt bằng cách ra mồ hôi của cơ thể do hệ thần kinh tự động điều khiển. Việc tăng tiết mồ hôi và giãn nở những mạch máu ngoại biên qua xông hơi không những có thể giúp giải cảm, hạ sốt mà còn được vận dụng để làm tiêu thủng tán thấp, hạ cao huyết áp và giải độc cho cơ thể trong nhiều trường hợp khác nhau. Bà con thường dùng cách xông hơi bằng nồi xông. Hơi nước nóng bốc lên từ nồi xông làm giãn nở mạch máu dưới da vừa kích thích lưu thông khí huyết vừa thúc đẩy việc đào thải hàn khí hoặc thấp khí ra khỏi cơ thể theo đường mồ hôi. Do đó xông hơi có thể làm giải cảm hoặc hạ sốt.

## Các bài thuốc
Bài thuốc trị cảm nóng: bạc hà, cúc tần, lá dâu, hương nhu; cảm lạnh: kinh giới, tía tô, lá gừng vàng, húng chanh.
Bài thuốc dùng chung cho cảm hàn, cảm nhiệt: Lá sả, lá bưởi, ngải cứu, bồ bồ, nhân trần, lá khuynh diệp, lá tre, cành lá thanh táo; khối lượng khoảng 500 - 1000 gr.
Với các loại cảm mạo mà bệnh nhân không ra mồ hôi thì có thể dùng nồi xông giải cảm chung với công thức gồm: gừng tươi, lá chanh, bưởi, cúc tần, sả, lá tre, lá duối, lá hương nhu, lá tía tô, lá kinh giới...
Tinh dầu và các chất bay hơi trong thảo dược được kéo theo hơi nước nóng, tác động trực tiếp qua đường thở đến tận phế nang, nhờ quá trình trao đổi chất ở phế nang nó được ngấm vào máu, và sát khuẩn đường hô hấp, qua niêm mạc mắt, mũi, tai, da, thông các ống dẫn mắt, mũi, tai và các xoang, giảm mệt mỏi, ù tai, ngạt mũi, nhức đầu rất hiệu quả.

## Cách thức

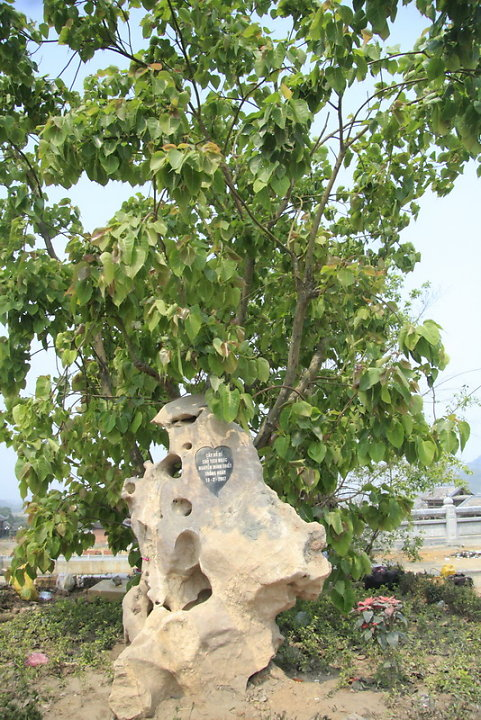
Dược liệu từ thiên nhiên

Chọn bài thuốc cần dùng, hái ngoài thiên nhiên hay mua ở các tiệm thuốc Y dược cổ truyền dưới dạng lá khô đã được sơ chế. Sau đó đặt tất cả vào nồi, đổ nước sạch ngập lá, đun sôi.
Chọn phòng kín gió, người bệnh trút bỏ quần áo ngoài, chỉ mặc đồ lót mỏng, ngồi trước nồi xông; trùm kín chăn sau đó từ từ mở nắp, hít thở mạnh để tinh chất dầu bay hơi xâm nhập vào phế nang. Thời gian xông khoảng 10 - 15 phút tuỳ theo mức chịu đựng của người bệnh. Tốt nhất, nên để nhiệt độ xông cao hơn nhiệt độ cơ thể từ 7-8oC và không được quá 30 phút.
Sau đó lau mồ hôi bằng khăn sạch, cho bệnh nhân uống một ly nước ấm. Dùng chính nước xông ấy pha với nước lạnh tạo ra nước ấm dùng cho người bệnh lau rửa thân thể, thay quần áo sạch.

## Những điều lưu ý
Tuỳ theo điều kiện từng nơi, không nhất thiết phải có đủ các loại lá theo bài thuốc; chỉ với vài loại như: lá bưởi, kinh giới và là tre cùng củ gừng tươi là có thể có được một nồi xông khá hợp chuẩn.
Chỉ nên điều trị xông lá trong khoảng từ 1- 2 ngày đầu bị bệnh. Lúc này, khí độc, gió độc đang nằm dưới biểu nên phương pháp xông sẽ có tác dụng mở lối cho khí độc thoát ra ngoài.
Phương pháp xông lá có tác dụng làm người bệnh nhanh khỏi, nhưng không phải lúc nào cũng xông được. Nếu cảm đã bị nhiễm sâu vào trong lúc đó không nên xông mà phải dùng các phương pháp khác.
Những người bị bệnh huyết áp cao, tim mạch, mắc bệnh ngoài da, phụ nữ mang thai, những người hay ra mồ hôi, mất máu nhiều, mới ốm dậy, người cao tuổi, trẻ em không nên sử dụng phương pháp này.
Trong quá trình xông nếu thấy khó thở, tức ngực, choáng váng, bủn rủn,... cần ngừng ngay, trường hợp bị sốc nặng phải đưa tới bệnh viện để cấp cứu.